# Büschelblütiger Frauenschuh
Der Büschelblütige Frauenschuh (Cypripedium fasciculatum) ist eine Pflanzenart aus der Gattung Cypripedium in der Familie der Orchideen (Orchidaceae).

## Beschreibung

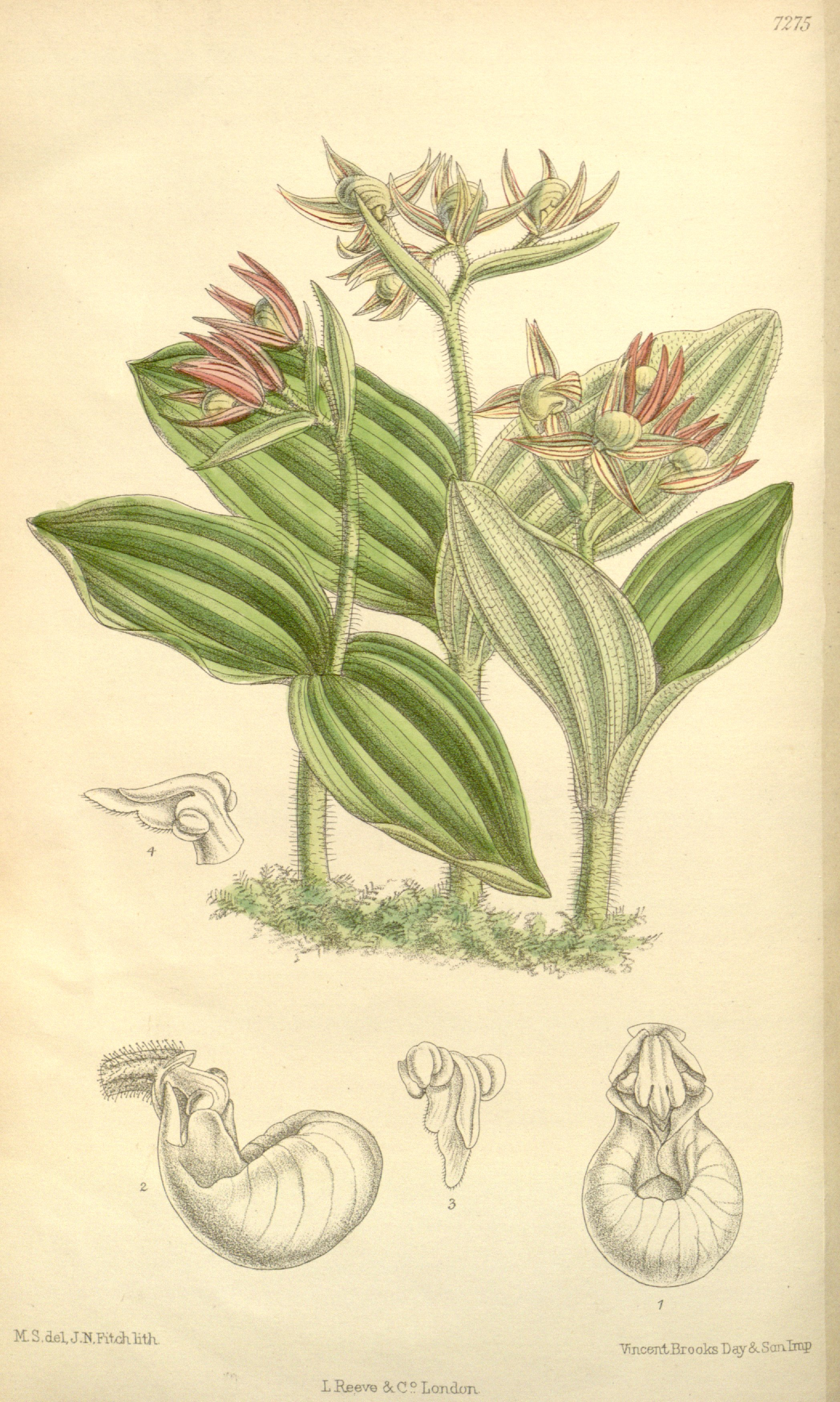
Büschelblütiger Frauenschuh (Cypripedium fasciculatum), Illustration

Der Büschelblütige Frauenschuh ist eine ausdauernde Pflanze mit einem Rhizom, die blühend Wuchshöhen von 6 bis 35 Zentimeter erreicht. Bis zur Fruchtreife streckt sich der Blütenstand noch höher. Die zwei Blätter sind fast gegenständig, sitzen meist in oder über der Stängelmitte an, sind kahl und messen 5 bis 10 × 3,5 bis 7 Zentimeter. Sie sind rundlich-oval geformt. Der Blütenstand besteht aus zwei bis vier oder mehr Blüten und ist übergebogen bis nickend. Die Blütenblätter sind gelblich und – bis auf die weniger stark gezeichnete Lippe – purpurbraun überlaufen. Bis auf die Lippe sind die Blütenblätter lanzettlich geformt und messen 1 bis 2,5 Zentimeter Länge. Die Lippe ist gelbgrün gestreift. Bei einer Größe von 8 bis 14, selten bis 25 Millimeter besitzt sie eine Eintrittsöffnung von 4 bis 5 Millimeter Durchmesser. Das Staminodium ist oval bis länglich geformt.
Blütezeit ist von April bis August.

## Vorkommen
Der Büschelblütige Frauenschuh kommt im gemäßigten westlichen Nordamerika in feuchten bis trockenen, lichten Nadelwäldern in Höhenlagen von (0 bis) 900 bis 1400 (bis 3200) Meter vor. Das Verbreitungsgebiet umfasst Washington, Oregon, Colorado, Idaho, Montana, Wyoming, Utah und Kalifornien.

## Taxonomie
Der Büschelblütige Frauenschuh wurde 1879 von Albert Kellogg in Pacific Rural Press 1879, Seite 354 als Cypripedium fasciculatum erstbeschrieben.

## Nutzung
Der Büschelblütige Frauenschuh wird selten als Zierpflanze an Gehölzrändern genutzt.

## Belege
- Eckehart J. Jäger, Friedrich Ebel, Peter Hanelt, Gerd K. Müller (Hrsg.): Exkursionsflora von Deutschland. Begründet von Werner Rothmaler. Band 5: Krautige Zier- und Nutzpflanzen. Springer, Spektrum Akademischer Verlag, Berlin/Heidelberg 2008, ISBN 978-3-8274-0918-8.
- Charles J. Sheviak: Cypripedium. In: Flora of North America Editorial Committee (Hrsg.): Flora of North America North of Mexico. Volume 26: Magnoliophyta: Liliidae: Liliales and Orchidales. Oxford University Press, New York / Oxford u. a. 2002, ISBN 0-19-515208-5, S. 500 (englisch). (online auf eFloras.org.).